# Vlag van Rebecq
De vlag van Rebecq is bevestigd door het gemeentebestuur als de vlag van de Waals-Brabantse gemeente Rebecq. De vlag kan als volgt worden beschreven:
Wit, met op het midden het gemeentewapen.
De vlag bestaat uit een witte achtergrond waarop het gemeentewapen is afgebeeld.
De Raad van Heraldiek en Vexillologie (Frans: Conseil d’héraldique et de vexillologie) stelde een vlag als Drie banen van rood, wit en groen met een hoogteverhouding van 1:2:1; met op de witte baan aan de broekingzijde een mispelbloem.
Het voorstel maakt gebruik van de kleuren van het wapen van Quenast, terwijl de mispelbloem, die herinnert aan de familie van Arenberg, ooit werd gebruikt door Roosbeek op zijn wapen. Rozen en mispels worden ook geassocieerd met de familie van Arenberg in Hensies, met de mispelbloem op de gemeentelijke vlag van Hensies.

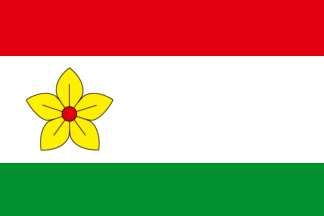
Vlagontwerp van de Raad van Heraldiek en Vexillologie
Het wapen van Quenast
Het wapen van het huis Arenberg
De vlag van Hensies